# روفولوپ
رِوفولوپ (به مجاری:  Révfülöp) یک منطقهٔ مسکونی در مجارستان است که در ناحیه تاپولتسا واقع شده‌است. روفولوپ ۱۰٫۳۶ کیلومتر مربع مساحت و ۱٬۱۳۸ نفر جمعیت دارد.